# Peter in Magicland
Peter ở vùng đất phép thuật (tựa gốc tiếng Đức: Peterchens Mondfahrt) là một bộ phim hoạt hình năm 1990 của Đức, dựa theo tiểu thuyết của nhà văn Gerdt von Bassewitz, phim thuộc thể loại phiêu lưu, viễn tưởng. Phim được phát hành ngày 29 tháng 11 năm 1990 tại nước Đức.

## Nội dung
Một đêm nọ ở một thị trấn của nước Đức, hai anh em Peter và Annabelle gặp một ông bọ cánh cứng trong phòng ngủ. Ông bọ tên là Buzzworthy, hậu duệ thứ 50 trong gia tộc Buzzworthy. Ông kể rằng hai trăm năm trước, ông sơ của ông đang nghỉ trên một cây Bulô thì một tên ác quỷ khổng lồ được gọi là Quỷ Mặt trăng đã đốn cái cây và mang nó đi, cái chân thứ sáu của ông sơ bị kẹt lại trên cây. Từ đó về sau, bọ cánh cứng trong gia tộc Buzzworthy đều chỉ có năm chân. Nữ thần Bóng đêm đã đày tên ác quỷ lên Mặt trăng để trừng phạt hắn vì tội chặt cây rừng. Nữ thần từng nói rằng nếu ông sơ muốn tìm lại cái chân thứ sáu thì cần có hai đứa trẻ tốt bụng và đủ dũng cảm cho chuyến hành trình nguy hiểm đến Mặt trăng.
Nghe xong câu chuyện, Peter và Annabelle đồng ý giúp Buzzworthy đi lấy cái chân. Sau khi Buzzworthy dạy hai đứa trẻ cách bay, ba người bay lên bầu trời. Họ gặp được Thần cát, vị thần có nhiệm vụ giúp trẻ em dưới trần gian ngủ ngon. Thần cát đồng ý đưa ba người đến lâu đài của Nữ thần Bóng đêm bằng cỗ xe được kéo bởi sáu con bướm. Sau khi đi ngang qua dải Ngân Hà, cả nhóm đến được lâu đài, nơi có những vị thần thời tiết đang dự yến tiệc. Nữ thần Bóng đêm tặng cho cả nhóm một chú gấu trắng Bắc Cực khổng lồ để làm phương tiện di chuyển mới, bà nói rằng những vị thần thời tiết sẽ giúp đỡ họ trên đường đi.
Khi cả nhóm đến Mặt trăng, họ đi qua vương quốc Giáng sinh và Phục sinh để tìm thức ăn cho chú gấu. Sau khi thoát khỏi bầy chó sói hung ác, họ đến chỗ súng đại bác. Thần cát đã bắn Peter, Annabelle và Buzzworthy lên đỉnh núi, nơi có cây Bulô với cái chân của Buzzworthy. Ba người chạm trán Quỷ Mặt trăng, lúc này những vị thần thời tiết xuất hiện và chiến đấu với tên ác quỷ, cuối cùng họ khiến hắn bị đóng băng. Peter lấy cái chân trên cây và gắn nó vào người Buzzworthy, nhiệm vụ của họ đã được hoàn tất. Bình minh lên, khối băng tan chảy nên Quỷ Mặt trăng có thể thoát ra, hắn lao đến tấn công ba người. Ba người bay lên cao kịp lúc, họ cứ bay mãi đến khi vào một ống khói. Peter và Annabelle thức dậy, nhận ra chuyến phiêu lưu vừa rồi của chúng chỉ là giấc mơ. Mẹ của hai đứa trẻ bảo chúng xuống ăn sáng, sau đó chúng thấy có một chú bọ cánh cứng rất giống Buzzworthy bên cửa sổ.

## Diễn viên lồng tiếng
- André Schmidtsdorf - Peter
- Nathalie del Castillo - Annabelle
- Manfred Lichtenfeld - Bọ Buzzworthy
- Friedrich W. Bauschulte - Thần Cát
- Wolfgang Hess - Quỷ Mặt Trăng
- Nathalie del Castillo - Nữ Thần Mặt Trời
- Dagmar Heller - Nữ Thần Bóng Đêm
- Fritz von Hardenberg - Thần Bão
- Udo Wachtveitl - Thần Mưa
- Michael Habeck - Thần Ngân Hà
- Monika John - Thần Sét
- Manfred Erdmann - Thần Sấm
- Martina Duncker - Thần Gió
- Doris Jensen - Thần Mây
- Arne Elsholtz - Thần Nước / Người kể chuyện
- Manfred Erdmann - Thần Băng
- Walter Reichelt - Santa Claus, ông già Nô-en
- Willi Roebke - Người Bánh